# Abryna ziczac
Abryna ziczac là một loài bọ cánh cứng trong họ Cerambycidae.